# Подразделения ОС Шри-Ланки

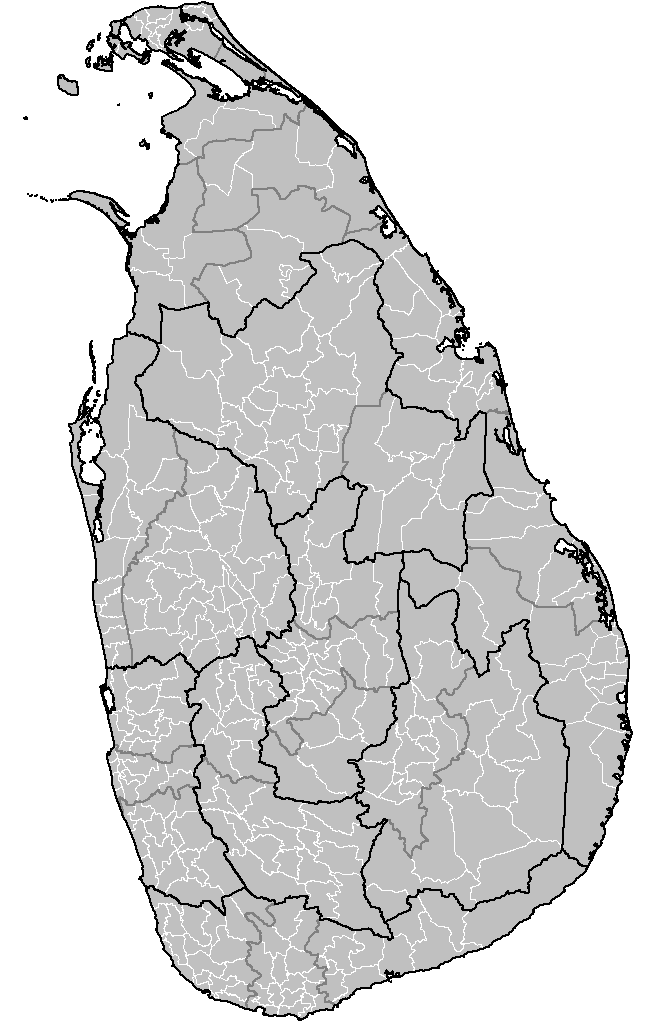
Подразделения окружных секретариатов

Подразделения ОС Шри-Ланки (англ. divisional secretariats, синг. ප්‍රාදේශීය ලේකම් කාර්යාල, там. மாவட்ட செயலாளர்கள், дословно округа окружных секретариатов Шри-Ланки) — административные единицы 3-го уровня на Шри-Ланке. На них делятся округа. Сами подразделения делятся на Грама Ниладхари. Первоначально создавались на основе местных феодальных графств: коралей и ратов. Изначально были известны как «Округа D.R.O.» (Divisional Revenue Officer), что расшифровывается как Округа окружных таможенных офицеров. Позже D.R.O. были переименованы в Помощников правительственных агентов (Assistant Government Agents), а сами единицы в «Округа A.S.A» (Округа П. П. А.). В настоящее время остановились на «Округа секретариатов округов», однако, в связи, с совпадением перевода с английского на русский слов district и divisional, точнее будет называть эту административную единицу подразделением окружных секретариатов.
Подразделения, перечисленные ниже, по округам:

## Восточная провинция
| - Аддалачченай (подразделение ОС) - Аккарайпатту (подразделение ОС) - Алаядивембу (подразделение ОС) - Ампара (подразделение ОС) - Дамана (подразделение ОС) - Дехиаттакадия (подразделение ОС) - Калмунай (подразделение ОС) - Каративу (подразделение ОС) - Лахугала (подразделение ОС) - Махаоя (подразделение ОС) - Навитанвели (подразделение ОС) - Нинтавур (подразделение ОС) - Падияталава (подразделение ОС) - Потувил (подразделение ОС) - Сайнтамарату (подразделение ОС) - Самантурай (подразделение ОС) - Тирукковил (подразделение ОС) - Ухана (подразделение ОС) - Эрагама (подразделение ОС) | - Баттикалоа (подразделение ОС) - Каттанкуди (подразделение ОС) - Коралай Патту (подразделение ОС) - Коралай Патту Западный (подразделение ОС) - Коралай Патту Северный (подразделение ОС) - Коралай Патту Южный (подразделение ОС) - Манмунай Патту (подразделение ОС) - Манмунай Северный (подразделение ОС) - Манмунай Южный и Эрувил Патту (подразделение ОС) - Манмунай Западный (подразделение ОС) - Поративу Патту (подразделение ОС) - Эравур Патту (подразделение ОС) - Эравур Таун (подразделение ОС) | - Верагул (подразделение ОС) - Гомаранкадавала (подразделение ОС) - Канталай (подразделение ОС) - Кинния (подразделение ОС) - Куччавели (подразделение ОС) - Моревава (подразделение ОС) - Муттур (подразделение ОС) - Падави Шри Пура (подразделение ОС) - Серувила (подразделение ОС) - Тамбалагамува (подразделение ОС) - Тринкомали (подразделение ОС) |

## Западная провинция
| - Аттанагалла (подразделение ОС) - Биягама (подразделение ОС) - Дивулапития (подразделение ОС) - Домпе (подразделение ОС) - Гампаха (подразделение ОС) - Джа-Эла (подразделение ОС) - Катана (подразделение ОС) - Келания (подразделение ОС) - Махара (подразделение ОС) - Минувангода (подразделение ОС) - Мригама (подразделение ОС) - Негомбо (подразделение ОС) - Ваттала (подразделение ОС) | - Агалаватта (подразделение ОС) - Бандарагама (подразделение ОС) - Берувала (подразделение ОС) - Булатсингала (подразделение ОС) - Додонгода (подразделение ОС) - Хорана (подразделение ОС) - Индирия (подразделение ОС) - Калутара (подразделение ОС) - Мадуравела (подразделение ОС) - Матугама (подразделение ОС) - Миллания (подразделение ОС) - Палинданувара (подразделение ОС) - Панадура (подразделение ОС) - Валаллавита (подразделение ОС) | - Коломбо (подразделение ОС) - Дехивала (подразделение ОС) - Хомагама (подразделение ОС) - Кадувела (подразделение ОС) - Кесбува (подразделение ОС) - Колоннава (подразделение ОС) - Котте (подразделение ОС) - Махарагама (подразделение ОС) - Моратува (подразделение ОС) - Падукка (подразделение ОС) - Ратмалана (подразделение ОС) - Ситавака (подразделение ОС) - Тимбиригасяйа (подразделение ОС) |

## Провинция Сабарагамува
| - Аранаяка (подразделение ОС) - Булаткохупития (подразделение ОС) - Варакапола (подразделение ОС) - Галигамува (подразделение ОС) - Дераниягала (подразделение ОС) - Дехиовита (подразделение ОС) - Кегалле (подразделение ОС) - Маванелла (подразделение ОС) - Рамбуккана (подразделение ОС) - Руванвелла (подразделение ОС) - Ятиянтота (подразделение ОС) | - Аягама (подразделение ОС) - Балангода (подразделение ОС) - Велигепола (подразделение ОС) - Годакавела (подразделение ОС) - Имбулпе (подразделение ОС) - Калавана (подразделение ОС) - Кахаватта (подразделение ОС) - Кириелла (подразделение ОС) - Колонна (подразделение ОС) - Курувита (подразделение ОС) - Нивитигала (подразделение ОС) - Опанаяка (подразделение ОС) - Пелмадулла (подразделение ОС) - Ратнапура (подразделение ОС) - Элепатта (подразделение ОС) - Эмбилипития (подразделение ОС) - Эхелиягода (подразделение ОС) |

## Северная провинция
| - Вавуния (подразделение ОС) - Вавуния Северный (подразделение ОС) - Вавуния Южный (подразделение ОС) - Венгалачеддикулам (подразделение ОС) | - Вадамарадчи Восточный (подразделение ОС) - Вадамарадчи Северный (подразделение ОС) - Вадамарадчи Юго-Западный (подразделение ОС) - Валикамам Восточный (подразделение ОС) - Валикамам Западный (подразделение ОС) - Валикамам Северный (подразделение ОС) - Валикамам Юго-Западный (подразделение ОС) - Валикамам Южный (подразделение ОС) - Делфт (подразделение ОС) - Джафна (подразделение ОС) - Наллур (подразделение ОС) - Северные острова (подразделение ОС) - Тенмарадчи (подразделение ОС) - Южные острова (подразделение ОС) | - Кандавалай (подразделение ОС) - Караччи (подразделение ОС) - Паччилайпалли (подразделение ОС) - Пунакари (подразделение ОС) |

| - Мадху (подразделение ОС) - Маннар (подразделение ОС) - Мантай Западный (подразделение ОС) - Мусалай (подразделение ОС) - Нанаддан (подразделение ОС) | - Мантай Восточный (подразделение ОС) - Маритимепатту (подразделение ОС) - Оддусуддан (подразделение ОС) - Путукудийируппу (подразделение ОС) - Тунуккай (подразделение ОС) |

## Северо-Западная провинция
| - Алавва (подразделение ОС) - Амбанпола (подразделение ОС) - Бамунакотува (подразделение ОС) - Бингирия (подразделение ОС) - Варияпола (подразделение ОС) - Вирамбугедара (подразделение ОС) - Галгамува (подразделение ОС) - Ганеватта (подразделение ОС) - Гирибава (подразделение ОС) - Иббагамува (подразделение ОС) - Катупота (подразделение ОС) - Кобейгане (подразделение ОС) - Котавехера (подразделение ОС) - Кулияпития Восточная (подразделение ОС) - Кулияпития Западная (подразделение ОС) - Курунегала (подразделение ОС) - Махава (подразделение ОС) - Маллавапития (подразделение ОС) - Маспота (подразделение ОС) - Маватагама (подразделение ОС) - Нараммала (подразделение ОС) - Никавератия (подразделение ОС) - Пандуваснувара (подразделение ОС) - Паннала (подразделение ОС) - Полгахавела (подразделение ОС) - Полпитагама (подразделение ОС) - Раснаякапура (подразделение ОС) - Ридигама (подразделение ОС) - Удубаддава (подразделение ОС) - Эхетувева (подразделение ОС) | - Анамадува (подразделение ОС) - Арассикаттува (подразделение ОС) - Ванатавиллува (подразделение ОС) - Веннаппува (подразделение ОС) - Данкотува (подразделение ОС) - Калпития (подразделение ОС) - Карувалагасвева (подразделение ОС) - Мадампе (подразделение ОС) - Махавева (подразделение ОС) - Махакумбуккадавала (подразделение ОС) - Мундалама (подразделение ОС) - Навагаттегама (подразделение ОС) - Наттандия (подразделение ОС) - Паллама (подразделение ОС) - Путталам (подразделение ОС) - Чилав (подразделение ОС) |

## Северо-Центральная провинция
| - Анурадхапура (подразделение ОС) - Галенб (подразделение ОС) - Галенбиндунувева (подразделение ОС) - Ипалогама (подразделение ОС) - Кахатагасдигилия (подразделение ОС) - Кебитиголлева (подразделение ОС) - Кекирава (подразделение ОС) - Махавилаччия (подразделение ОС) - Медаваччия (подразделение ОС) - Михинтале (подразделение ОС) - Наччадува (подразделение ОС) - Ноччиягама (подразделение ОС) - Нуварагам Палата Восточный (подразделение ОС) - Нуварагам Палата Центральный (подразделение ОС) - Падавия (подразделение ОС) - Палагала (подразделение ОС) - Палугасвева (подразделение ОС) - Раджанганая (подразделение ОС) - Рамбева (подразделение ОС) - Талава (подразделение ОС) - Тамбуттегама (подразделение ОС) - Тираппане (подразделение ОС) - Хоровпотана (подразделение ОС) | - Великанда (подразделение ОС) - Димбулагала (подразделение ОС) - Ланкапура (подразделение ОС) - Медиригирия (подразделение ОС) - Таманкадува (подразделение ОС) - Хингуракгода (подразделение ОС) - Элахера (подразделение ОС) |

## Провинция Ува
| - Бадулла (подразделение ОС) - Бандаравела (подразделение ОС) - Велимада (подразделение ОС) - Кандакетия (подразделение ОС) - Лунугала (подразделение ОС) - Махиянганая (подразделение ОС) - Мигахакивула (подразделение ОС) - Пассара (подразделение ОС) - Ридумалиядда (подразделение ОС) - Соранатота (подразделение ОС) - Ува-Паранагама (подразделение ОС) - Халдуммулла (подразделение ОС) - Хали-Эва (подразделение ОС) - Хапутале (подразделение ОС) - Элла (подразделение ОС) | - Бадалкумбура (подразделение ОС) - Бибиле (подразделение ОС) - Буттала (подразделение ОС) - Веллвая (подразделение ОС) - Катарагама (подразделение ОС) - Мадулла (подразделение ОС) - Медагама (подразделение ОС) - Монерагала (подразделение ОС) - Севанагала (подразделение ОС) - Сиямбаландува (подразделение ОС) - Танамалвила (подразделение ОС) |

## Центральная провинция
| - Акурана (подразделение ОС) - Ганга Ихала Корале (подразделение ОС) - Делтота (подразделение ОС) - Долува (подразделение ОС) - Канди (подразделение ОС) - Кундасале (подразделение ОС) - Медадумбара (подразделение ОС) - Минипе (подразделение ОС) - Панвила (подразделение ОС) - Пасбаге Корале (подразделение ОС) - Патадумбара (подразделение ОС) - Патахевахета (подразделение ОС) - Пуджапития (подразделение ОС) - Тумпане (подразделение ОС) - Удадумбара (подразделение ОС) - Удапалата (подразделение ОС) - Удунувара (подразделение ОС) - Хариспаттува (подразделение ОС) - Хатаралиядда (подразделение ОС) - Ятинувара (подразделение ОС) | - Амбанганга Корале (подразделение ОС) - Вилгамува (подразделение ОС) - Галевела (подразделение ОС) - Дамбулла (подразделение ОС) - Лаггала-Паллегама (подразделение ОС) - Матале (подразделение ОС) - Наула (подразделение ОС) - Паллепола (подразделение ОС) - Раттота (подразделение ОС) - Укувела (подразделение ОС) - Ятуватта (подразделение ОС) | - Амбагамува (подразделение ОС) - Валапане (подразделение ОС) - Котмале (подразделение ОС) - Нувара-Элия (подразделение ОС) - Хангуранкета (подразделение ОС) |

## Южная провинция
| - Акмимана (подразделение ОС) - Амбалангода (подразделение ОС) - Баддегама (подразделение ОС) - Балапития (подразделение ОС) - Бентота (подразделение ОС) - Бопе-Поддала (подразделение ОС) - Веливития-Дивитура (подразделение ОС) - Галле (подразделение ОС) - Гонапинувала (подразделение ОС) - Имдува (подразделение ОС) - Карандения (подразделение ОС) - Нагода (подразделение ОС) - Нелува (подразделение ОС) - Ниягама (подразделение ОС) - Тавалама (подразделение ОС) - Хабарадува (подразделение ОС) - Хиккадува (подразделение ОС) - Элпития (подразделение ОС) - Яккаламулла (подразделение ОС) | - Акуресса (подразделение ОС) - Атуралия (подразделение ОС) - Велигама (подразделение ОС) - Велипития (подразделение ОС) - Девинувара (подразделение ОС) - Дисквелла (подразделение ОС) - Камбурупития (подразделение ОС) - Киринда Пухулвелла (подразделение ОС) - Котапола (подразделение ОС) - Малимбада (подразделение ОС) - Матара (подразделение ОС) - Мулатияна (подразделение ОС) - Пасгода (подразделение ОС) - Питабеддара (подразделение ОС) - Тихагода (подразделение ОС) - Хакмана (подразделение ОС) | - Амбалантота (подразделение ОС) - Ангунаколапелесса (подразделение ОС) - Белиатта (подразделение ОС) - Валасмулла (подразделение ОС) - Виракетия (подразделение ОС) - Катувана (подразделение ОС) - Лунугамвехера (подразделение ОС) - Окевела (подразделение ОС) - Суриявева (подразделение ОС) - Тангалле (подразделение ОС) - Тиссамахарама (подразделение ОС) - Хамбантота (подразделение ОС) |